# Wan Chai
Wan Chai (chin. trad.: 灣仔區) – jedna z 18 dzielnic Specjalnego Regionu Administracyjnego Hongkong Chińskiej Republiki Ludowej.
Dzielnica położona jest w północnej części regionu Wyspa Hongkong. Powierzchnia dzielnicy wynosi 9,8 km², liczba mieszkańców według danych z 2006 roku 155 196, co przekłada się na gęstość zaludnienia wynoszącą 15 788 os./km².